# Didier (film)
Didier je francouzský hraný film z roku 1997, který režíroval Alain Chabat podle vlastního scénáře. Snímek měl světovou premiéru dne 29. ledna 1997.

## Děj
Jean-Pierre je fotbalový agent, který svolil, že se postará o Didiera, psa jeho sestry Annabelle, novinářky, která musí odletět do Los Angeles. Během noci ale labrador získá lidský vzhled, nicméně psychologicky zůstává psem. Jean-Pierre, má spory s Richardem, šéfem fotbalového klubu a starosti se svými hvězdnými hráči, nejprve Bacem, pak Fabricem zraněným jen týden před velmi důležitým zápasem proti PSG, nepotřebuje další problémy. Didier ale odhalí některé fotbalové podvody a pomůže mu nahradit zraněné hráče. Navíc nakonec usmíří Jean-Pierra s jeho přítelkyní Marií.

## Obsazení
| Jean-Pierre Bacri     | Jean-Pierre Costa, fotbalový agent             |
| Alain Chabat          | Didier                                         |
| Isabelle Gélinas      | Maria, bývalá přítelkyně Jean-Pierra           |
| Lionel Abelanski      | Charly Abitbol, asistent a kamarád Jean-Pierra |
| Michel Bompoil        | Coco, Richardův asistent                       |
| Jean-Marie Frin       | Richard Guerra, předseda fotbalového klubu     |
| Zinedine Soualem      | Camel Mimouni, fotbalový trenér                |
| Jacques Vincey        | Adolf, vůdce skinů                             |
| Caroline Cellier      | Annabelle, Jean-Pierra                         |
| Chantal Lauby         | Solange, kolegyně Annabelle                    |
| Josiane Balasko       | paní Massart, hypnotizérka                     |
| Dominique Farrugia    | fanoušek PSG                                   |
| Dieudonné MBala MBala | Jean Tigala, bývalý hráč                       |
| Dimitri Radochevitch  | Robert, sportovní komentátor                   |
| Michel Hazanavicius   | Fabrice, zraněný fotbalista                    |
| Isabelle Alexis       | Barbara                                        |
| Éric Collado          | vyhazovač na diskotéce                         |
| Michel Cordes         | zámečník                                       |
| Claude Berri          | muž na letišti                                 |
| Jérôme Seydoux        | muž na letišti                                 |
| Dominique Besnehard   | Kiki, vyhazovač na diskotéce                   |
| Serge Hazanavicius    | Jean-Philippe, novinář                         |
| Olivier Doran         | masér-kinezioterapeut                          |
| Constantin Alexandrov | Richardův společník                            |
| Nathalie Levy-Lang    | Mijo                                           |
| Fabrice Kelban        | Max, hráč PSG                                  |

## Ocenění
- César: nejlepší filmový debut (Alain Chabat); nominace na nejlepšího herce (Alain Chabat)